# Zelotes messinai
Zelotes messinai är en spindelart som beskrevs av Di Franco 1995. Zelotes messinai ingår i släktet Zelotes och familjen plattbuksspindlar.
Artens utbredningsområde är Italien. Inga underarter finns listade i Catalogue of Life.